# 墨西哥人殺人蛙鬧劇
《墨西哥人殺人蛙鬧劇》（英語：The Mexican Staring Frog of Southern Sri Lanka）是美国动画电视剧《南方公园》第二季的第六集。该剧集共计第19集，最初于1998年6月10日在美国喜剧中心频道播出。本集由该剧联合创作人特雷·帕克和马特·斯通编剧，帕克执导。
在本集中，致命的“南斯里兰卡的墨西哥瞪眼蛙”在南方公园被发现，镇上勇敢的猎人内德和金博正在全力追捕。他们的英勇行为提升了狩猎节目的收视率，并有可能取代耶稣的电视节目《耶稣与伙伴们》。

## 剧情
男孩们被派去采访越战老兵；他们在斯坦的叔叔金博和他的朋友内德的电视节目《猎杀》的片场采访了他们。两人声称自己单枪匹马击败了整个越共军队，回到基地时正好赶上在营地的游乐园区玩激流勇进。加里森先生认为他们伪造了报告，判处他们留校一周。为了报复金博和内德，他们制作了传说中的“南斯里兰卡墨西哥瞪眼蛙”的伪造视频，并在《猎杀》节目中播出。
该节目大获成功，导致他们的竞争对手的收视率下降，包括由耶稣主演的脱口秀节目《耶稣与伙伴》。尽管耶稣对此并不热衷，但该节目的制作人决定将节目形式改为类似“垃圾电视”的形式。与此同时，金博和内德去寻找一只据说一眼就能致命的“凝视蛙”。内德看到男孩们摆放的假青蛙后，吓得昏了过去。在去医院探望他时，男孩们承认了他们的罪行。这导致金博、内德和男孩们都出现在了《耶稣与伙伴》节目中，这都是由节目制作人安排的。
在耶稣不知情的情况下，制作人安排他们在节目中撒谎以提高收视率。当节目中爆发混乱时（模仿杰瑞·斯普林格秀），耶稣让观众安静下来，谎言被揭穿。斯坦为编造了关于斯里兰卡南部墨西哥凝视蛙的故事而道歉，金博也为告诉斯坦他打败了整个越共军队而道歉。耶稣决定恢复他的旧节目，作为对制作人的惩罚，他将她送入地狱，在那里她遇到了撒旦和他的同伙萨达姆·侯赛因。

## 家庭媒体（英语：Home video）
第二季的全部18集，包括“墨西哥人殺人蛙鬧劇”，于2003年6月3日以DVD套装的形式发行。